# ضربه ۲
ضربه ۲ (انگلیسی: Waar 2) یک فیلم در ژانر اکشن به کارگردانی حسن رانا است. از بازیگران آن می‌توان به شان شاهید اشاره کرد.